# Viborgska viken
Viborgska viken (ry. Выборгский залив Vyborgskij zaliv, fi. Viipurinlahti) är en djup vik i nordöstra Finska viken. Staden Viborg befinner sig nära dess innersta del. Viken är förbunden med sjön Saimen i Finland genom Saima kanal.
År 1790 var viken krigsskådeplats under andra slaget vid Svensksund där sammanlagt 498 svenska och ryska fartyg deltog. Även Viborgska gatloppet ägde rum där.
I Viborgska viken mynnar vattendragen Tervajoki, Rakkolanjoki–Hounijoki från väst, Juustila å och Kilpeenjoki från norr och Rokkalanjoki från öst.